# Ruído de fase
Os sinais periódicos caracterizam-se por um incremento de sua fase no tempo de maneira linear e proporcional a uma frequência angular determinada. Chama-se ruído de fase de um sinal periódico às variações aleatórias de sua fase instantânea com respeito à de um sinal ideal.
O ruído de fase mede-se de duas maneiras: 
- Relação da densidade de potência do ruído ao redor da frequência central com respeito à potência do sinal, expressada em decibeles-portadora por hertz [dBc/Hz].
- Desvio regular do período do sinal, expressada em segundos [s].

## Efeitos físicos do ruído de fase
O ruído de fase, ao sobrepor à oscilação em elementos não lineares, provoca um fenómeno chamado misturado recíproco (reciprocal mixing, em inglês). Como consequência, aparecem componentes espurios no sinal, que degradam sua qualidade. Com as sucessivas amplificaciones, o ruído chega a tampar ao sinal útil. É preciso, então, que o sinal original, a que se obtém do oscilador, seja o mais limpa possível.

## Consequências tecnológicas do ruído de fase
A consequência da presença de ruído de fase num oscilador, é que ao estar presente ao princípio mesmo da corrente de geração de sinal, toda amplificación e toda a operação que envolva a esse sinal incluirá o ruído, o fazendo impossível de suprimir. 
Agora bem, a tendência desde fins de 1950 é a agregar aplicativos tecnológicos em frequências a cada vez mais altas:
- Televisão analógica terrestre (~60 MHz)
- Frequência Modulada comercial (~90-115 MHz)
- Telefonia móvel analógica (~450-900 MHz)
- Telefonia móvel digital (~900-2100 MHz)
- Satélites de televisão (12000 MHz)

Com a cada aumento de frequência, o ruído de fase nos osciladores de frequência sintetizada é um problema a cada vez mais importante.